# Saint-Étienne
Saint-Étienne (provansalsko Sant-Etiève) je mesto in občina v vzhodni francoski regiji Rona-Alpe, prefektura departmaja Loire. Leta 2010 je mesto imelo 171.260 prebivalcev.

## Geografija
Kraj leži v pokrajini Forez ob reki Furan, 57 km jugozahodno od središča regije Lyona. 12 km severovzhodno od njega se nahaja francosko mednarodno letališče Saint-Étienne - Bouthéon.  

## Uprava
Saint-Étienne je sedež devetih kantonov:
- Kanton Saint-Étienne-Jugovzhod-1 (del občine Saint-Étienne: 24.186 prebivalcev),
- Kanton Saint-Étienne-Jugovzhod-2 (del občine Saint-Étienne: 20.368 prebivalcev),
- Kanton Saint-Étienne-Jugovzhod-3 (del občine Saint-Étienne: 21.238 prebivalcev),
- Kanton Saint-Étienne-Jugozahod-1 (del občine Saint-Étienne: 14.477 prebivalcev),
- Kanton Saint-Étienne-Jugozahod-2 (del občine Saint-Étienne: 18.198 prebivalcev),
- Kanton Saint-Étienne-Severovzhod-1 (del občine Saint-Étienne: 24.087 prebivalcev),
- Kanton Saint-Étienne-Severovzhod-2 (del občine Saint-Étienne, občini Saint-Jean-Bonnefonds, Saint-Priest-en-Jarez: 31.591 prebivalcev),
- Kanton Saint-Étienne-Severozahod-1 (del občine Saint-Étienne, občina Villars: 22.333 prebivalcev),
- Kanton Saint-Étienne-Severozahod-2 (del občine Saint-Étienne, občini Roche-la-Molière, Saint-Genest-Lerpt: 31.330 prebivalcev).

Mesto je prav tako sedež okrožja, v katerega so poleg njegovih vključeni še kantoni Bourg-Argental, Chambon-Feugerolles, Firminy, Grand-Croix, Pélussin, Rive-de-Gier, Saint-Chamond-Jug/Sever, Saint-Genest-Malifaux in Saint-Héand s 410.200 prebivalci.

## Zgodovina
V 16. stoletju je Saint-Étienne posedoval tovarno orožja, ki je bila zaslužna za dvig njegove pomembnosti. Prav zaradi te industrije je bil za časa francoske revolucije preimenovan v Armeville. V začetku 18. stoletja je postal središče premogovništva. Kljub temu je bil še v prvi polovici 19. stoletja le sedež okrožja v departmaju Loire z manjšim številom prebivalstva. S koncentracijo industrije v njem pa se je število prebivalstva do leta 1880 z začetnih 20.000 povzpelo na 110.000, s tem pa je Saint-Étienne prevzel vodilno vlogo v pokrajini od dotedanjega Montbrisona ter postal sedež prefekture.
Škofija Saint-Étienne je bila vzpostavljena leta 1970, oblikovana iz okrožij Saint-Étienna in Montbrisona, do tedaj v Lyonski škofiji.

## Zanimivosti
Saint-Étienne je na seznamu francoskih umetnostno-zgodovinskih mest.
- stolnica sv. Karla Boromejskega, zgrajena v letih 1912-1923 v neogotskem slogu, sedež škofije Saint-Étienne, ustanovljene 26. decembra 1970,
- romanska cerkev Notre-Dame de Valbenoîte iz 13. stoletja, ftancoski zgodovinski spomenik od leta 1949,
- gotska 'velika' cerkev sv. Štefana in Lovrenca iz 15. do 17. stoletja, zgodovinski spomenik od leta 1949,
- srednjeveška četrt Saint-Victor-sur-Loire z gradom in cerkvijo sv. Viktorja, od leta 1969 pridružena občina, se nahaja znotraj naravnega rezervata Saint-Étienne - Gorges de la Loire,
- četrt Rochetaillée z ostanki srednjeveškega gradu Château de Rochetaillée in gotsko cerkvijo, pridružena občina leži znotraj naravnega regijskega parka Pilat,
- mestna hiša Hôtel de ville, zgrajena leta 1821.

- Sveti Karel Boromejski
- Hôtel de ville
- Saint-Victor-sur-Loire
- Château de Rochetaillée

## Osebnosti
- Jules Massenet (1842-1912), skladatelj;

## Pobratena mesta
- Annaba (Alžirija),
- Banská Bystrica (Slovaška),
- Ben Arous (Tunizija),
- Chandigarh (Pandžab - Haryana, Indija),
- Coventry (Anglija, Združeno kraljestvo),
- Des Moines (Iowa, ZDA),
- Ferrara (Emilija - Romanja, Italija),
- Fes (Maroko),
- Geltendorf (Bavarska, Nemčija),
- Granby (Québec, Kanada),
- Katovice (Šlezijsko vojvodstvo, Poljska),
- Lugansk (Ukrajina),
- Nazerat Illit (Izrael),
- Oeiras (Portugalska),
- Patras (Ahaja, Grčija),
- Tamatave (Madagaskar),
- Varšava (Mazovijsko vojvodstvo, Poljska),
- Windsor (Ontario, Kanada)
- Wuppertal (Severno Porenje - Vestfalija, Nemčija),
- Xuzhou (Jiangsu, Ljudska republika Kitajska).